# Торадзе, Эдуард Савович
Эдуа́рд Савович Торадзе (род. 1933) — советский футболист, защитник.
Воспитанник футбольной школы № 35. В 1953 — в составе «Спартака» Тбилиси. В 1953—1958 годах играл в классе «Б» за тбилисскую армейскую команду. В чемпионате играл за «Динамо» Тбилиси (1959—1961) и «Торпедо» Кутаиси (1962—1964).
Бронзовый призёр 1959 года. Финалист Кубка СССР 1959/60.